# Marino Podestá
Marino Podestá (La Plata, 1891 - ibídem, 1915) fue un actor de teatro y cine argentino.

## Carrera
Hijo de los célebres actores de teatro uruguayos, Juan Vicente Podestá y Esther Boggini, fue el hermano de los también actores Hebe, Totón y Aparicio Podestá. Además fue sobrino de los directores y actores teatrales Pablo Podestá, Gerónimo Podestá y José Podestá, y del músico y compositor Antonio Podestá.
Actor precoz se inició desde muy chico en el circuito del circo, debuta en el  Teatro Apolo con la compañía "Guardia Joven", conformada junto a los otros entonces niños Podestá (Aurelia, Zulema, Aparicio, José Ricardo y Elsa). También, ya más grande trabajó para la compañía de sus tíos Pablo y Jerónimo.
Se preparó en la vocación de actor en la "Academia Luis Pastor" en 1904, de la que fue condiscípulo junto con Argentino Podestá (hijo de José Podestá).
En 1910 trabajó para la "Compañía Teatral Podestá- Vittone", encabezada por José Podestá, Luis Vittone, Salvador Rosich, Segundo Pomar, Alberto Ballerini, Blanca Podestá y gran elenco.´
Dirigió y encabezó la "Compañía Nacional de Dramas y Comedias Marino Podestá", de la que formaron parte las actrices María Padín, Magdalena Podestá, Concepción Villalba, Renée Pacoví, entre otras. Con esta compañía reestrena obras extajeras como El creador, La doctora Belbree y su marido, y El problema central.
En 1911 integró la "Compañía Nacional Pablo Podestá", que dirigía el actor José Podestá y en la que actuaban, entre otros, Pablo Podestá, Lea Conti, Aurelia Ferrer, Elías Alippi, Antonio Podestá, Rosa Bozán, Ubaldo Torterolo, Pierina Dealessi, Humberto Scotti, Juan Farías, Jacinta Diana y Ángel Quartucci.
Tuvo su momento polémico al defender el derecho de usar su apellido. Murió tempranamente de forma sorpresiva en 1915, el mismo año en el que falleció su padre.

## Filmografía
- 1915: Nobleza gaucha.[6]

## Teatro
- El payador (1901), zarzuela de Emilio Onrubia (h).
- Moreira en Ópera (1901)
- Fausto criollo (1901)
- Por María (1901)
- El Divorcio (1902), en el Teatro Rivadavia.
- En el fuego (1910)
- Historia gaucha (1910)
- Todo por ellas (1910)
- Las romerías (1910)
- Pavesi (1910)
- Don Costa, fraile (1910)
- El presidiario (1910)
- El final de una tragedia (1910)
- Alma sajona (1910)
- La última carta (1910)
- El centenario (1910)
- La vida inútil (1910)
- 1810 (1910)
- El circo (1910)
- Eclipse de sol (1910)
- La criolla (1910)
- Cerisette (1910)
- Boletos de recreo (1910)
- El sitio de Buenos Aires (1910)
- A la luz de la luna (1910)
- La viuda loca (1910)
- Derecho de amar (1910)
- Después de misa (1910)
- El sueño de un niño (1910)
- Las condenadas (1910)
- Tierra virgen (1910)
- Flores frescas (1910)
- Canto triste (1910)
- Las entenadas (1910)
- En el barrio de las rana (1910)
- La sombra del presidio (1910)
- Vivir de arriba (1910)
- Los herederos (1910)
- Ranera (1910)
- Un robo (1910)
- La risotada (1910)
- Al truco (1910)
- La ñata gaucha (1910), con Azucena Maizani.
- La seca (1911)
- El indio (1911)
- La nota roja (1911)
- Barranca abajo (1911)
- Juan Moreira (1913), de Arturo Berutti.
- Luz de hoguera, La viuda influyente, Hacía las cumbres y Mozo de suerte (1915), de Belisario Roldán.
- Los paraísos artificiales (1915), de García Velloso
- La novia de Floripondio (1915).
- Silvio Torcelli (1915)
- La suerte perra y Crisis matrimonial, de Casals.
- Los espantajos (1915)
- La vuelta de Braulio (1915)
- El zonda'(1915)
- El rancho de las violetas (1915)